# (13543) Butler
Pour les articles homonymes, voir Butler.
(13543) Butler est un astéroïde de la ceinture principale.

## Description
(13543) Butler est un astéroïde de la ceinture principale. Il fut découvert le 2 janvier 1992 à Kitt Peak par le projet Spacewatch. Il présente une orbite caractérisée par un demi-grand axe de 2,44 UA, une excentricité de 0,14 et une inclinaison de 8,6° par rapport à l'écliptique.

## Compléments